# Hamburger Rugby Club
L'Hamburger Rugby Club (HRC) è un club tedesco di rugby a 15 di Amburgo, che milita nella Rugby-Bundesliga.

## Storia
L'HRC fu fondato il 6 giugno 1950, sotto la guida di Emil Creydt.
Il club subì una crisi nel 1958, quando alcuni giocatori se ne andarono per formare il Wandsbeker RC, ma alla fine tornarono all'HRC. Una seconda crisi si ebbe nel 1969, quando i soci scesero a 50 persone, di cui solo sette erano giocatori. Fu suggerito di chiudere il club e di unire i suoi giocatori all'SC Urania Hamburg, ma la proposta fu respinta.
Le fortune del club presero una nuova piega a partire dal 1975, quando Emil Creydt morì e fu eletta una nuova dirigenza. Nel 1982 il club vinse il suo primo campionato di Amburgo, seguito da un secondo nel 1986.
Alla fine degli anni '80 e all'inizio degli anni '90 il club ottenne una serie di buoni risultati in coppa e partecipò anche al girone di promozione della Rugby-Bundesliga. In seguito è sceso temporaneamente al livello della Rugby-Regionalliga. Nel 1998, il club ha ottenuto la promozione nella 2ª Rugby-Bundesliga ed è riuscito a giocare a questo livello fino al 2005, quando è sceso nuovamente in terza divisione. In questo campionato, in cui compete come secondo club di Amburgo, insieme al dipartimento di rugby dell'FC St. Pauli, la squadra ha lottato contro la retrocessione nelle ultime stagioni.
Lukas Hinds-Johnson, attuale internazionale tedesco, è un prodotto del club, ma ora gioca per l'RK 03 Berlin. Un altro ex giocatore delle giovanili del club è Ferdinand Richter. Ha giocato per gli Espoirs dello Stade Toulouse e per la squadra francese Blagnac Sporting Club Rugby. Con il fratello Valentin Richter (ex capitano dell'Hamburger RC) ha giocato per il XV austriaco.
Una riforma del campionato nel 2012 ha permesso al club di essere promosso in Bundesliga, con l'ampliamento del campionato da dieci a 24 squadre. Nella stagione 2012-13 l'HRC si è classificato quinto nel proprio girone e non si è qualificato per il campionato, entrando invece nella DRV-Pokal, dove si è classificato terzo nella divisione nord/est. Il club è arrivato ai quarti di finale dei play-off, dove è stato sconfitto dall'Heidelberger TV.
Il club si è qualificato per la DRV-Pokal nel 2013-14 e ha ricevuto un bye per il primo turno dei play-off dopo essere arrivato secondo nella divisione nord-est della competizione. Il club è stato sconfitto nei quarti di finale dall'RC Aachen. Nella stagione 2014-15 il club si è classificato al quarto posto nel girone nord-orientale del campionato, ma è stato eliminato al primo turno dei play-off dopo una sconfitta per 83-3 contro l'SC Neuenheim.